# Joaquín Almunia
Joaquín Almunia (Bilbao, 17 juni 1948) is een Spaanse politicus van de sociaaldemocratische partij PSOE. Tussen 2004 en 2014 was hij Europees commissaris namens Spanje. Eerder was hij minister van Werkgelegenheid en Sociale Zekerheid (1982-86) en minister van Openbaar Bestuur (1986-91) in de regeringen van Felipe González.

## Biografie
Almunia studeerde rechten en economie aan de Universiteit Deusto in Bilbao. Daarna studeerde hij post-gradueel aan de École pratique des hautes études in Parijs. Vervolgens werkte hij als assistent-professor voor arbeidsrecht in Madrid en later aan Harvard in de Verenigde Staten. Tussendoor werkte hij ook vijf maanden in een Londense bed-and-breakfast, en drie jaar voor de Spaanse Kamer van Koophandel in Brussel.
In 1979 werd Almunia lid van het Congres van Afgevaardigden (het Spaanse lagerhuis) voor de sociaaldemocratische partij PSOE. Van 1982 tot 1986 was hij minister van Werkgelegenheid en Sociale Zaken in het eerste kabinet van Felipe González. Van 1986 tot 1991 was hij minister van Openbaar Bestuur in de regeringen González II en González III.
In 1991 keerde hij terug aan de universiteit, maar vanaf 1994 zetelde hij opnieuw in het Spaanse parlement. Van 1997 tot 2000 zat hij de PSOE voor. Bij de Spaanse algemene verkiezingen van 2000 was hij namens de PSOE premierskandidaat, maar verloor hij van de zittende minister-president José María Aznar (Partido Popular).
Van 19 april 2004 tot 10 februari 2010 was Almunia Europees commissaris voor Economische en Monetaire Zaken. In de daaropvolgende commissie-Barroso II bleef Almunia in functie. Hij kreeg er de portefeuille Mededinging. In november 2014 werd hij opgevolgd door Margrethe Vestager. Als Spaans Eurocommissaris werd hij opgevolgd door Miguel Arias Cañete.

## Andere bronnen
1. ↑  Barroso II - A guide to the new European Commission, bijlage bij het weekblad European Voice van 4-10 maart 2010

- Biblioteca Nacional de España: XX931504
- Bibliothèque nationale de France: cb14489166f (data)
- Catàleg d'autoritats de noms i títols de Catalunya: 981058518763706706
- Gemeinsame Normdatei: 121894061
- International Standard Name Identifier: 0000 0000 7828 2539
- Library of Congress Control Number: n98107301
- Nationale Bibliotheek van Tsjechië: mzk2007411468
- Nationale Bibliotheek van Polen: a0000003632745
- Nederlandse Thesaurus van Auteursnamen: 13371991X
- Parlement.com: vgq11a2152tc
- Réseau des bibliothèques de Suisse occidentale: 02-A008610291
- Système universitaire de documentation: 075070847
- Virtual International Authority File: 84720911
- WorldCat: E39PBJfcMCWf46Fh9D47FX4pfq

Joaquín Almunia · Catherine Ashton · José Manuel Barroso · Jacques Barrot · Joe Borg · Karel De Gucht · Stavros Dimas · Benita Ferrero-Waldner · Ján Figeľ · Franco Frattini · Mariann Fischer Boel · Dalia Grybauskaitė · Danuta Hübner · Siim Kallas · Meglena Koeneva · László Kovács · Neelie Kroes · Markos Kyprianou · Peter Mandelson · Charlie McCreevy · Louis Michel · Leonard Orban · Andris Piebalgs · Janez Potočnik · Viviane Reding · Olli Rehn · Paweł Samecki · 
Algirdas Šemeta · Vladimír Špidla · Antonio Tajani · Androulla Vassiliou · Günter Verheugen · Margot Wallström
Joaquín Almunia · László Andor · Catherine Ashton · Michel Barnier · José Manuel Barroso · Tonio Borg (vanaf 28 november 2012) · Dacian Cioloş · John Dalli (tot 16 oktober 2012)  · María Damanáki · Jacek Dominik (sinds 16 juli 2014) · Štefan Füle · Karel De Gucht  · Máire Geoghegan-Quinn · Kristalina Georgieva · Johannes Hahn · Connie Hedegaard · Siim Kallas · Jyrki Katainen (sinds 16 juli 2014) · Neelie Kroes · Janusz Lewandowski (tot 1 juli 2014) · Cecilia Malmström · Neven Mimica · Ferdinando Nelli Feroci (sinds 16 juli 2014) · Günther Oettinger · Andris Piebalgs · Janez Potočnik · Viviane Reding (tot 1 juli 2014) · Olli Rehn (tot 1 juli 2014) · Martine Reicherts (sinds 16 juli 2014) · Maroš Šefčovič · Algirdas Šemeta · Antonio Tajani (tot 1 juli 2014) · Androulla Vassiliou